# 米希夫卡
48°56′10″N 26°33′13″E / 48.93611°N 26.55361°E
米希夫卡（烏克蘭語：Михівка），是烏克蘭西部的村莊，隸屬赫梅利尼茨基州的卡緬涅茨-波多利斯基區。該村面積0.96平方公里，海拔高度254米，2001年人口416，人口密度每平方公里431.54人。